# Buse Unlu
Buse Unlu (Den Haag, 30 december 1981) is een Nederlandse zangeres van Turkse afkomst.
Ze bezocht het Segbroek-College (havo) in Den Haag en na haar hbo-studie Sociaal juridische dienstverlening trad ze in 2002 voor het voetlicht met Mad'House. In die tijd was ze al zwanger van haar zoon, die later dat jaar geboren werd. Samen met Mad'House verdween Unlu vervolgens een tijd uit de schijnwerpers.
In 2007 werd ze uitgenodigd om auditie te doen voor Onderweg Naar Morgen, waarin ze daarop een jaar lang Esra Karadeniz speelde. In 2009 deed ze mee met een korte speelfilm voor het Rode Kruis.